# Ле Гоффик, Шарль
Шарль Ле Гоффик (фр. Charles Le Goffic; 14 июля 1863, Ланьон, Бретань, Франция — 12 февраля 1932) — французский поэт, писатель, драматург, литературный критик, историк, член Французской Академии (с 1930).

## Биография

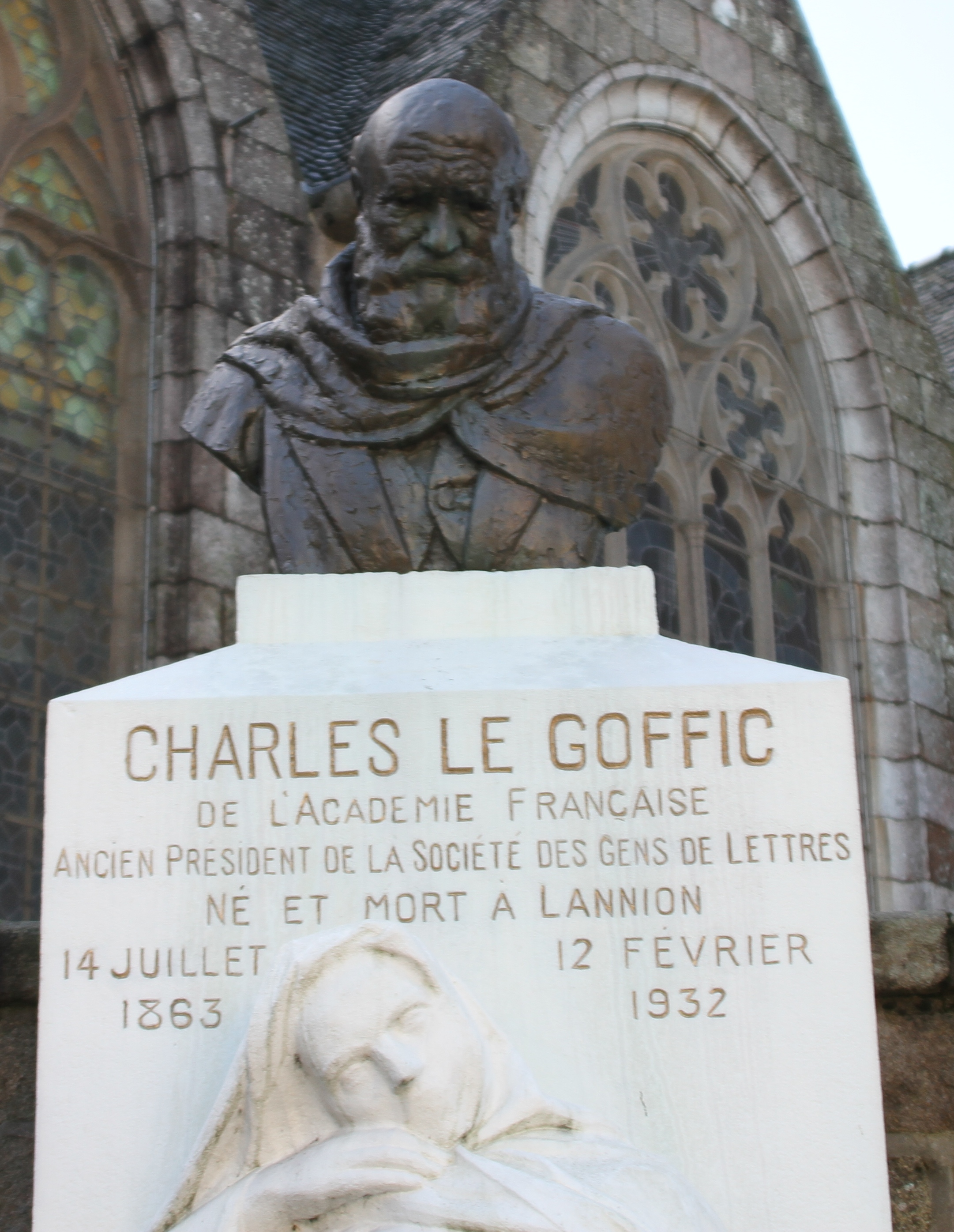
Бюст Шарля Ле Гоффика в г. Ланьоне

Сын издателя и книготорговца, от которого унаследовал вкус к литературе. Получив образование — учительствовал в Эвре, Невере и Гавре.
В 1886 году вместе с Морис Барресом основал литературный журнал «Les Chroniques», и опубликовал целый ряд книг стихов, романов и пьес, критических исследований творчества Расина, поэзии и литературы XIX века.
Вице-президент Бретонского регионального Союза, основанного в 1898 году.
22 мая 1930 был избран во Французскую Академию, кресло № 12.
Похоронен в г. Трегастель в Бретани.

## Избранные произведения
- Amour breton, Le Bois dormant,
- Le Pardon de la reine Anne,
- Le Treizain de la nostalgie et du déchirement,
- La Visite nocturne,
- La Double Confession,
- La Payse,
- Morgane,
- Passions celtes,
- Ventôse,
- Le Pirate de l'île Lern,
- L’Abbesse de Guérande,
- L’Illustre Bobinet,
- Madame Ruguellon,
- La Tour d’Auvergne,
- Les Amours de la Tour d’Auvergne,
- Les Contes de l’Armor et de l’Argoat,
- Quelques ombres,
- Brocéliande .

- пьесы:
  - Le Sortilège,
  - Dernière bataille,
  - Sans nouvelle,
  - Le Pays,
  - Marie-Reine

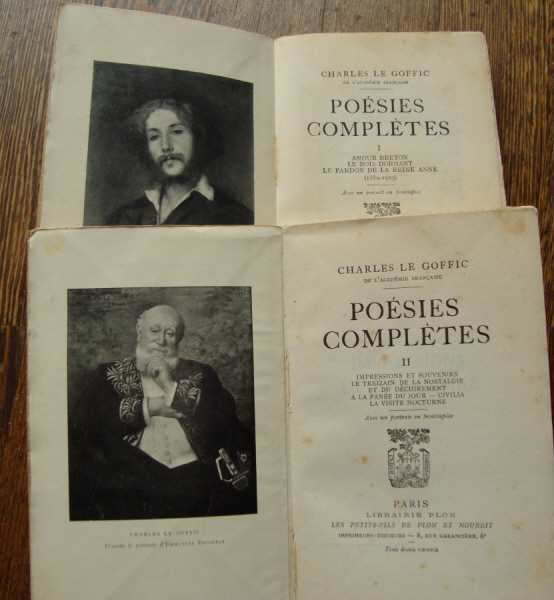
Избранные произведения Ле Гоффика в 2 томах, 1931

Основной мотив произведений Ле Гоффика — любовь к родной Бретани.

## Награды
- Офицер ордена Почётного легиона
- Монтионовская премия (1893)
- Prix Sobrier-Arnould (1898)
- Prix Alfred Née (1908)